# Lao động chân tay

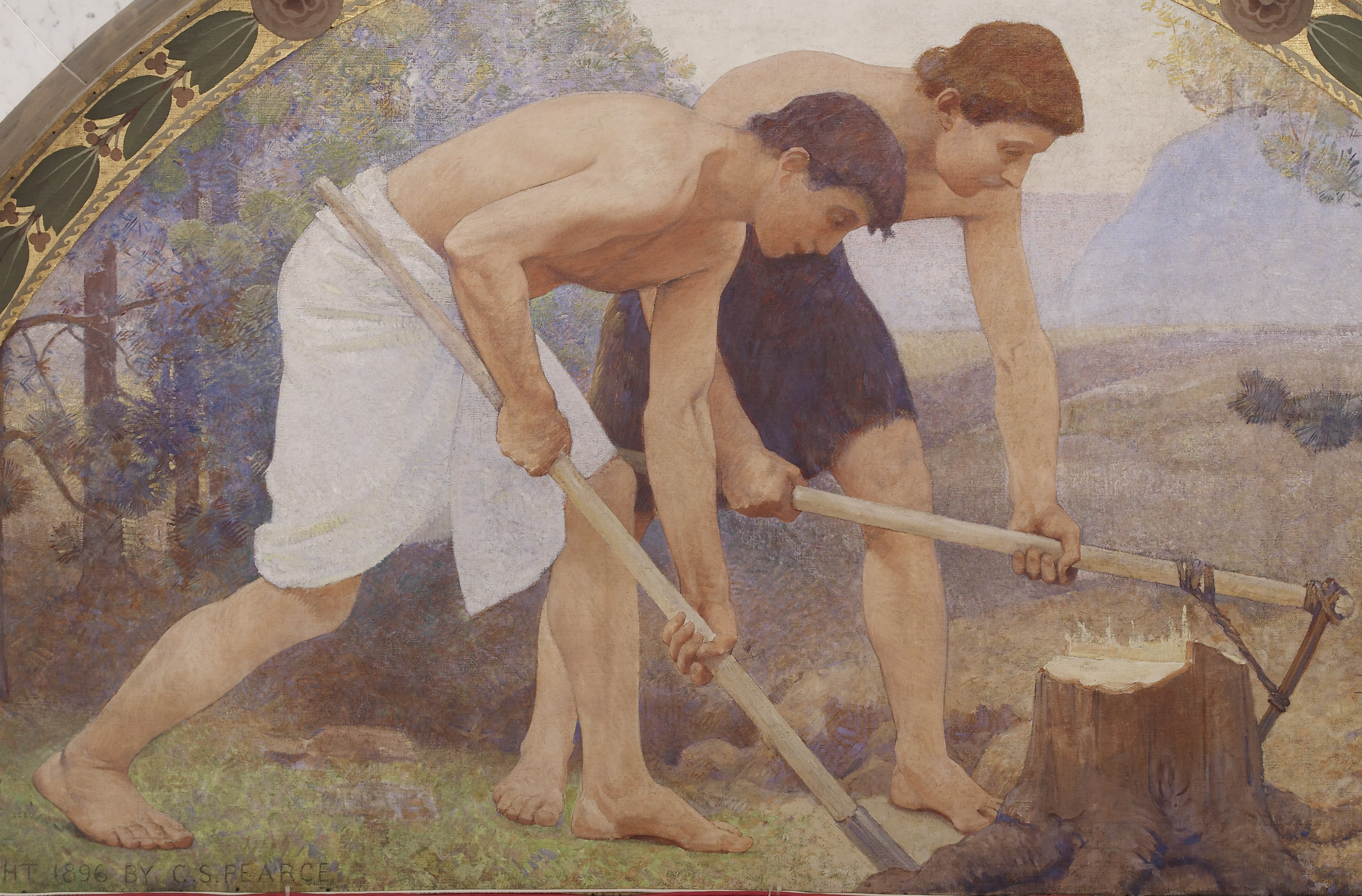
Chi tiết từ tác phẩm Labor của Charles Sprague Pearce (1896)

Lao động chân tay (tiếng Anh: Manual labour) là công việc do con người thực hiện bằng tay, khác biệt với công việc bằng máy móc và động vật làm việc. Thường thì nói đơn giản, đây là công việc bằng tay và mở rộng theo nghĩa bóng, nói đến công việc sử dụng các phần cơ thể như cơ và xương.
Trong lịch sử loài người, lao động chân tay và lao động động vật đã là phương pháp chính để thực hiện công việc vật lý. Mặc dù cơ khí hóa và tự động hóa đã tồn tại từ hàng thế kỷ, nhưng chỉ từ thế kỷ 18 và 19, chúng mới bắt đầu mở rộng đáng kể và thay đổi văn hóa con người. Để thực hiện chúng, cần có công nghệ và phải điều chỉnh chi phí vốn bằng số tiền lương trong tương lai mà chúng sẽ thay thế. Bán tự động hóa là một phương án thay thế bằng cách kết hợp lao động con người, tự động hóa và tin học hóa để tận dụng lợi ích của cả con người và máy móc.